# 尾関雅次郎
尾関 雅次郎（おぜき まさじろう、天保15年（1844年）　- 明治25年（1892年）2月28日）は、新選組隊士。調役兼監察。後に泉と改名する。

## 経歴
大和国高取に高取藩士尾関文左衛門（雅幸）の2男として生まれる。兄に尾関弥四郎がいる。
文久3年（1863年）頃に新選組の前身である壬生浪士組に入隊。旗役として行軍の先頭を任された。八月十八日の政変に参加。池田屋事件には参加しなかった。近藤勇に反発した永倉新八、原田左之助、斎藤一、島田魁、葛山武八郎とともに建白書を提出している。鳥羽・伏見の戦いで敗れ、江戸へ帰還し、土方歳三、島田魁、相馬主計らとともに行動。会津戦争では歩兵指図役、箱館戦争では第二分隊指図役を務めた。戦後、高取藩預かりとなり、1870年（明治3年）に赦免された後は尾関薫と改名した。
明治25年（1892年）2月28日に故郷の奈良県高取町で死去。享年49。墓は光雲寺にある。